# Jill Martin
Jill Martin (Redruth, 25 aprile 1938 – Londra, 26 dicembre 2016) è stata un'attrice e cantante britannica, nota soprattutto come interprete di musical a Londra.

## Biografia
È nota soprattutto per aver recitato in tutte e tre le produzioni del musical My Fair Lady andate in scena nel West End dal 1958 al 2001: era nel cast della produzione originale al Theatre Royal Drury Lane (1958), dove era la seconda sostituta di Julie Andrews per il ruolo di Eliza Doolittle; nel 1979 sostituì Liz Robertson nel ruolo di Eliza nel revival del musical in scena all'Adelphi Theatre e infine nel 2001 interpretò Mrs. Eynsford-Hill nel revival del Royal National Theatre. Interpretò Eliza anche in tour del musical che per 26 mesi, dal 1964 al 1966, andò in scena in diverse città inglesi
Martin debuttò sulle scene londinesi nel 1955, in un revival di Kismet con Juliet Prowse. Ad esso seguirono Where's Charley? (Palace Theatre, 1958), Carnival (Lyric Theatre, 1963) e il grande successo di Hello Dolly! (Theatre Royal Drury Lane, 1965), in cui recitò il ruolo di Irene prima accanto a Mary Martin, poi con Dora Bryan nel ruolo della protagonista. Nel 1967 recitò interpretò una delle tre figlie del personaggio di Topol nella prima produzione britannica del musical Fiddler on the Roof, in scena all'His Majesty's Theatre.
Nel 1972 recita nuovamente all'Her Majesty's Theatre nella prima produzione londinese del musical di Stephen Sondheim e George Furth Company, in cui sostituisce il ruolo di Sarah e recita accanto alla star di Broadway Elaine Stritch. L'anno successivo recita nuovamente nel West End, nel flop Cockie! al Vaudeville Theatre. Nel 1977 sostituisce Julia McKenzie nella produzione originale della rivista Side by Side by Sondheim al Garrick Theatre. Dopo aver interpretato Eliza nel revival di My Fair Lady all'Adelphi Theatre nel 1979, Jill Martin comincia a ricoprire ruoli minori in grandi produzioni del West End: nel 1985 è una prostituta nella produzione del debutto del musical Les Misérables, con Colm Wilkinson, Roger Allam, Patti LuPone, Michael Ball e Rebecca Caine. Tornerà a recitare in Les Misérables in occasione del concerto per il decimo anniversario del musical.
Nel 1987 recita allo Shaftesbury Theatre nella prima produzione londinese del musical Follies, di Stephen Sondheim e James Goldman, con Julia McKenzie, Diana Rigg, Dolores Gray e Sally Ann Triplett. Jill Martin interpretava il ruolo minore (e assente nella produzione originale di Broadway del 1971) di Meredith Lane; allo scadere del contratto di Julia McKenzie, Martin rimpiazzò la star nel ruolo principale di Sally Durant Plummer; recitò nel ruolo per alcuni mesi, prima che la McKenzie tornasse per le ultime repliche nel febbraio 1989. Nel 1996 e nel 1997 recita come sostituta per il ruolo di Norma Desmond nel musical Sunset Boulevard e va in scena quando la star (interpretata prima da Elaine Paige, poi Rita Moreno e infine Petula Clark è indisposta. Nel 1999 recita nel musical Flyod Collins al Bridewell Theatre; nel 2001 recita al National Theatre nel revival di My Fair Lady. La sua ultima apparizione teatrale risale al 2005, quando è stata diretta da Trevor Nunn nel musical Acorn Antiques: The Musical! in scena all'Haymarket Theatre del West End.

### Vita privata
Jill Martin è stata sposata due volte, prima con Thomas Elliott e poi con John Morgan.